# Abies (Iliade)
Pour les articles homonymes, voir Abies.
Les Abies ou Abiens (en grec ancien Άβίος), sont une tribu mythique d'Asie.
Ces Abies ne sont mentionnés qu'à une seule reprise par Homère dans l’Iliade : ils sont dits être « les plus justes des hommes ». Robert Flacelière les dit analogues aux Hyperboréens en ceci qu'ils sont mythiques et très difficiles à localiser. Leconte de Lisle, interprétant le α du mot αβίος comme privatif et non intensif, en fait un adjectif dans sa traduction de 1866, et traduit le mot par « pauvre », l'attribuant aux Hippémolges : « ...des illustres Hippomolgues qui se nourrissent de lait, pauvres, mais les plus justes des hommes. »